# Deux Balés Nationalpark
Deux Balés Nationalpark er en nationalpark beliggende i det centrale østlige Burkina Faso. Det er i Mouhoun-provinsen lige vest for floden Black Volta og i en højde på 235-310 moh.

## Historie
Deux Balés nationalpark blev først etableret i 1937 som forêts classées des Deux Balés ('Deux Balés klassificerede skove') med et areal på 610 kvadratkilometer. På den tid var området en del af Fransk Vestafrika. I 1967, mens det var en del af den nyligt uafhængige Republik Upper Volta, fik området navn som nationalpark og blev omtalt som 'Parc national des Deux Balés'. Der er dog stadig ingen lov, der fastslårat det er en nationalpark.
Krybskytteri forekommer i parken, og i 1968 var store pattedyrpopulationer stærkt formindsket. I 1989 anbefalede International Union for Conservation of Nature, at "Deux Balés National Parks juridiske status skulle revideres på grund af at landbrugs- og mineaktiviteter i området, var i konflikt med dens elefantbestandes integritet". I 2001 husede Burkina Faso det største antal elefanter i Vestafrika, og Deux Balés (sammen med Baporoskoven) var hjemsted for omkring 400 af dem.
Nationalparken er en del af en bølgende granitslette med klippefremspring og lateritiske plateauer. Den ligger i en højde på mellem 235 og 310 meter.

## Flora og fauna
Parken er blevet kaldt "et område på omkring 810 km2 bushland og aldrende baobabtræer". Vegetationen omfatter Sudano-Zambeziask savanne med et tæppe af græs, og træer som Anogeissus leiocarpus, Isoberlinia doka og Terminalia laxiflora. Der er galleriskov på flodbredderne.
Trods bestande af pattedyr som flodhest Hippopotamus amphibius, bøffel Syncerus caffer, elefant Loxodonta africana, antiloper og krybdyr som krokodillen Crocodylus sp., rapporteres biodiversiteten at være reduceret.
Omkring 100 kilometer skove langs bredden af floden Sorte Volta er beskyttet i Deux Balés.